# لارنتة متقاربة
لارنتة متقاربة (الاسم العلمي:Larentia approximata) هي نوع من الحشرات تتبع جنس اللارنتة من الفصيلة الأرفية.